# Ил Коле (Ријети)
Ил Коле је насеље у Италији у округу Ријети, региону Лацио.
Према процени из 2011. у насељу је живело 75 становника. Насеље се налази на надморској висини од 407 м.